# Протесты во Франции (2016 год)
Протесты во Франции начались 9 марта 2016 года. Их причиной стал законопроект об изменении трудового законодательства, ущемляющий интересы трудящихся.

## Трудовая реформа
Реформа трудового законодательства была разработана министром труда Мириам Эль-Комри. Законопроект дает возможность работодателям увеличивать количество рабочих часов, вплоть до максимума в 46 часов в неделю. Также реформа предусматривает упрощение процедуры увольнения работников. У работодателей появляется больше полномочий при обсуждении условий разного рода отпусков, в том числе при рождении ребёнка, они получают больше прав в части урезания зарплаты.
Правительство заявляет, что трудовая реформа поможет справиться с хронической безработицей, что компании будут более охотно нанимать сотрудников, если работодатели будут знать, что смогут их уволить при наступлении трудностей. Однако по мнению противников реформы, она приведет к тому, что работодатели под угрозой увольнений смогут вынуждать сотрудников соглашаться на крайне невыгодные для них условия работы. Согласно общенациональному опросу общественного мнения, 74 % французов выступают против реформы. В то же время, из 577 депутатов Национальной Ассамблеи лишь 60 открыто высказываются против реформы. Та же пропорция существует и в Сенате. Большинство французских СМИ также поддерживают реформу.

## Ход событий

### Март 2016
9 марта 2016 года по всей Франции 500 тысяч человек вышли на улицы в знак протеста против трудовой реформы. В Париже на улицы вышли 30 тысяч человек. Общенациональная акция протеста совпала с забастовкой работников железнодорожного транспорта. Из-за нее на протяжении дня были отменены отдельные пригородные электрички в Париже, а также некоторые поезда дальнего следования.
24 марта молодежная манифестация в Париже против проекта реформы трудового кодекса во Франции обернулась беспорядками. Как передают французские СМИ, участники демонстрации сожгли по меньшей мере два автомобиля. Прибывшая на место полиция задержала 20 человек. В ходе столкновений с манифестантами травмы получили несколько сотрудников правоохранительных органов.
31 марта во Франции протесты студентов, учителей, работников транспорта и других служащих, недовольных реформой трудового законодательства, закончились столкновениями с полицией, а также привели к перебоям в работе транспорта. На востоке Парижа в ходе студенческой демонстрации несколько десятков человек в толстовках с капюшоном и масках забросали банки и магазины краской, а также побили машины бейсбольными битами. В ходе столкновений участники митинга забрасывали полицейских яйцами и мукой. 10 человек были арестованы. Акции протеста стали причиной сбоев в движении транспорта. В частности, возникли проблемы с внутренним железнодорожным сообщением, кроме того аэропорт Орли отменил около 20 % рейсов. Также акции протестующих привели к закрытию Эйфелевой башни. Компания, которая обеспечивает ее работу, заявила, что у нее недостаточно персонала для соблюдения норм безопасности. В Нормандии люди стали перекрывать дороги.

### Апрель 2016
1 апреля на площади Республики в Париже появился палаточный городок. Хотя предпринимались попытки разгона, мэрия в итоге дала разрешение на организацию там ежевечерних мероприятий, и с тех пор это место выступает центром движения «Ночное стояние».
9 апреля 220 тысяч французов вышли на улицы городов Франции в знак протеста против реформы трудового законодательства, всего по стране более 200 демонстраций. В Париже и Ренне произошли столкновения между полицией и протестующими, полицейским пришлось применить слезоточивый газ. Основные столкновения произошли в столице Франции в районе площади Республики, где находится палаточный городок протестующих, и площади Нации. Площадь Республики взяли в кольцо силовики, использовавшие для разгона манифестантов слезоточивый газ. Производятся задержания. Несколько полицейских получили легкие травмы. На площади Нации также применяются дымовые шашки. Французская полиция отогнала несколько сотен протестующих против реформы трудового законодательства от дома премьер-министра Франции Манюэля Вальса — самого премьера в это время в доме не было. Министр внутренних дел Франции Бернар Казнёв в своем оповещении резко осудил эти «действия экстремистов». Молодые люди в масках пытались пробиться через полицейский кордон, силовики применили слезоточивый газ и шумовые гранаты. В процессе столкновений получили ранения несколько служащих милиции, были задержаны 26 человек.

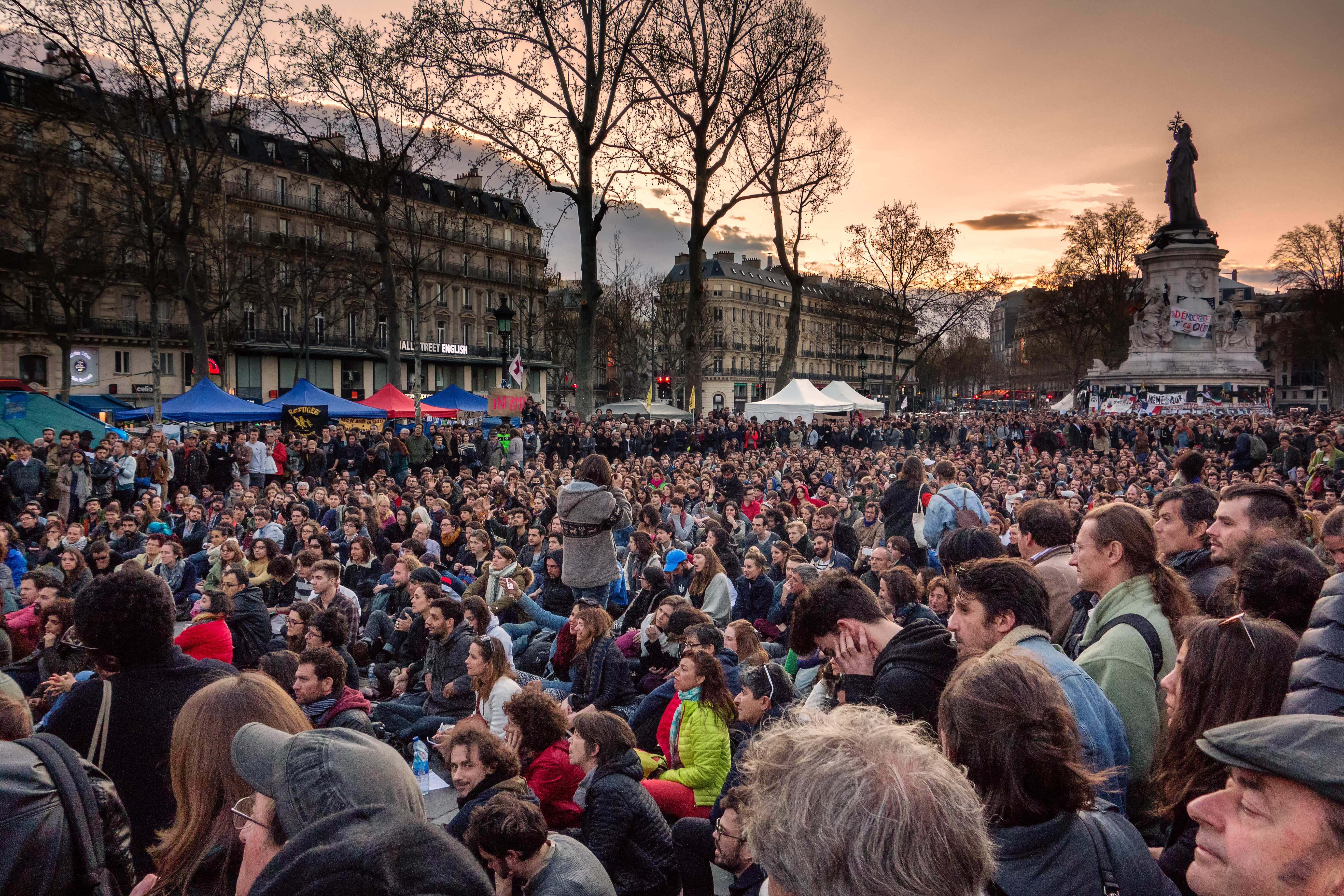
Площадь Республики, 10 апреля 2016 г.

10 апреля, как сообщило вечером МВД, в шествиях приняло участие 120 тысяч человек. В ходе беспорядков, которыми сопровождались акции протеста, полиция задержала в общей сложности 26 человек, девять из них — в Париже. В городе Ренн, на западе Франции, акция была омрачена столкновениями демонстрантов с полицией. Молодые люди в масках пытались прорваться через полицейский кордон, силовики применили слезоточивый газ и шумовые гранаты. Ранения получили трое полицейских и один манифестант. В Париже беспорядки вспыхнули на Площади Республики: манифестанты забросали полицейских бутылками и петардами, силовики ответили гранатами со слезоточивым газом. Ранения получили трое полицейских, сообщила парижская префектура.
11 апреля на рассвете сотрудники правоохранительных органов демонтировали импровизированные домики и трибуны, а самих манифестантов попросили очистить площадь. Манифестанты подчинились. Однако организаторы протестного движения уже заявили, что в той или иной форме акции, чтобы продемонстрировать несогласие с действиями властей, будут продолжаться.
Более 100 тысяч вышли 28 апреля на улицы Парижа и других крупных городов — Нанта, Лиона, Марселя, Тулузы. Некоторые жгли шины и бросали в полицию камни и бутылки. Более 100 протестующих были арестованы. Трое полицейских получили серьезные травмы, один — в критическом состоянии.

### Май 2016

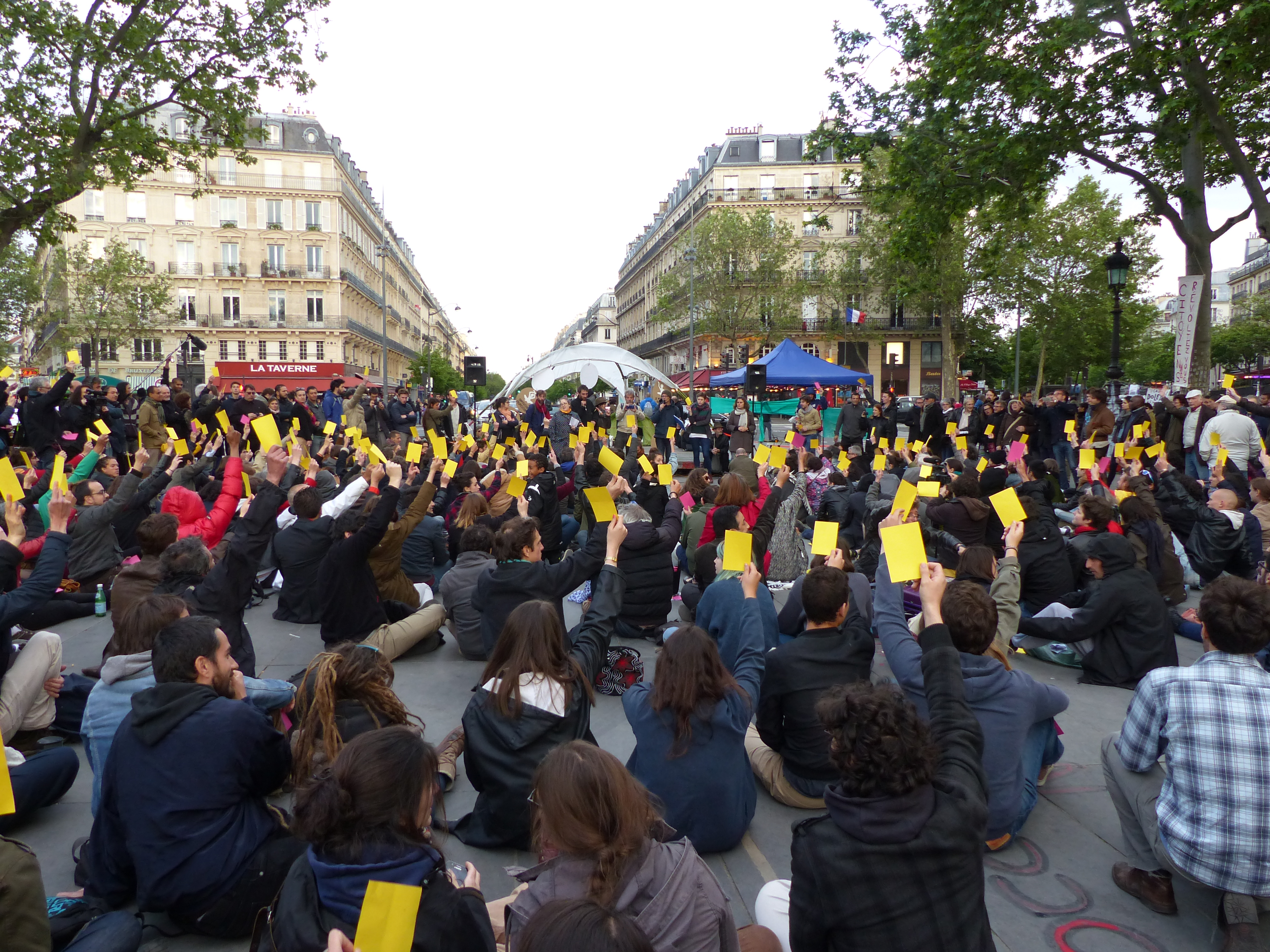
Площадь Республики, 14 мая 2016 г.

10 мая кабинет министров принял решение использовать для проведения реформы редко применяемую статью 49.3 французской конституции, которая позволяет правительству проводить законы без голосования в парламенте. Помешать принятию закона мог лишь парламентский вотум недоверия правительству. Голосование по вотуму недоверия прошло 12 мая, но необходимого количества голосов для объявления вотума набрать не удалось. Вотум недоверия был выдвинут правоцентристской оппозиционной партией Республиканцы, но его поддержали и некоторые депутаты от правящей Социалистической партии, а также коммунисты. Перед началом голосования в Париже состоялась демонстрация, которая, по данным организаторов, собрала более 50 тысяч человек. Неподалеку от здания Национального собрания в сторону сотрудников правоохранительных органов полетели бутылки и камни, в ответ полиция использовала слезоточивый газ. Были задержаны около 10 человек.

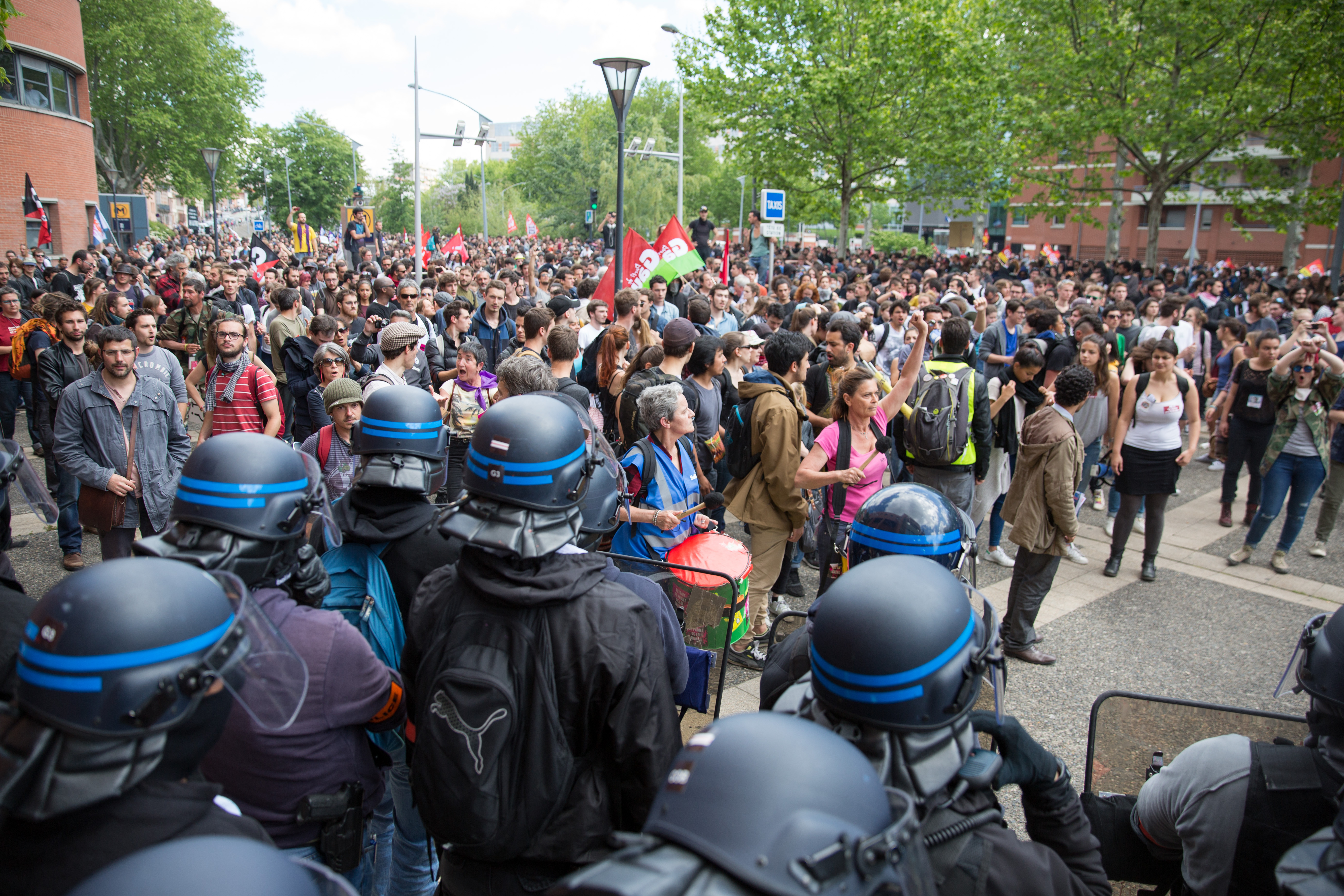
Демонстрация в Тулузе 12 мая 2016 г.

Работники нефтеперерабатывающих заводов страны устроили забастовку, выступая против трудовой реформы. Забастовка затронула все восемь французских НПЗ: часть из них прекратили работу, на остальных рабочие блокировали доступы. К 27 мая 20 % автозаправок Франции испытывали нехватку бензина. 26 мая к акциям протеста присоединились работники всех французских атомных электростанций.
27 мая крупный нефтеперерабатывающий завод в Донже на западе Франции, блокированный протестующими на протяжении более недели, был разблокирован полицией. Крупные силы правоохранительных органов были стянуты, чтобы разобрать заграждения из горящих покрышек и деревьев, а также оттеснить более 150 профсоюзных активистов. Правительство объявило, что было вынуждено прибегнуть к стратегическим запасам топлива, чтобы восполнить дефицит на бензозаправках страны.
30 июня к забастовке присоединились железнодорожники.

## Дальнейшее развитие
Очередная волна массовых протестов по поводу трудовой реформы возникла в марте-апреле 2018-го: забастовку объявили железнодорожники SNCF. К ним присоединились работники компании Air France, энергетики и студенты университетов.